# Эдуардс (тауншип, Миннесота)
Эдуардс (англ. Edwards) — тауншип в округе Кандийохай, Миннесота, США. На 2000 год его население составило 304 человека.

## География
По данным Бюро переписи населения США площадь тауншипа составляет 92,6 км², из которых 91,6 км² занимает суша, а 1,0 км² — вода (1,04 %).

## Демография
По данным переписи населения 2000 года здесь находились 304 человека, 101 домохозяйство и 84 семьи. Плотность населения — 3,3 чел./км². На территории тауншипа расположено 106 построек со средней плотностью 1,2 построек на один квадратный километр. Расовый состав населения: 97,37 % белых, 1,64 % афроамериканцев, 0,33 % коренных американцев, 0,33 % выходцы c островов Тихого океана, 0,33 % — других рас США. Испаноязычные и латиноамериканцы любой расы составляли 2,30 % от популяции тауншипа.
Из 101 домохозяйства в 36,6 % воспитывались дети до 18 лет, в 78,2 % проживали супружеские пары, в 2,0 % проживали незамужние женщины и в 16,8 % домохозяйств проживали несемейные люди. 12,9 % домохозяйств состояли из одного человека, при том 6,9 % из — одиноких пожилых людей старше 65 лет. Средний размер домохозяйства — 2,98, а семьи — 3,32 человека.
29,3 % населения — младше 18 лет, 9,2 % — в возрасте от 18 до 24 лет, 25,3 % — от 25 до 44, 24,0 % — от 45 до 64, и 12,2 % — старше 65 лет. Средний возраст — 37 лет. На каждые 100 женщин приходилось 109,7 мужчин. На каждые 100 женщин старше 18 приходилось 117,2 мужчин.
Средний годовой доход домохозяйства составлял $44 063, а средний годовой доход семьи — 48 125 долларов. Средний доход мужчин — 26 719 долларов, в то время как у женщин — 21 375. Доход на душу населения составил 16 256 долларов. За чертой бедности находились 5,5 % семей и 5,7 % всего населения тауншипа, из которых 7,1 % младше 18 и 16,7 % старше 65 лет.